# Nordbjörnbär
Nordbjörnbär (Rubus septentrionalis) är en rosväxtart som beskrevs av William Charles Richard Watson. Enligt Catalogue of Life ingår Nordbjörnbär i släktet rubusar och familjen rosväxter, men enligt Dyntaxa är tillhörigheten istället släktet rubusar och familjen rosväxter. Artens livsmiljö är jordbrukslandskap. Inga underarter finns listade i Catalogue of Life.